# Josip Juraj Strossmayer
Josip Juraj Strossmayer, född 4 februari 1815 i Osijek, död 8 maj 1905 i Đakovo, var en kroatisk romersk-katolsk biskop, teolog, välgörare, politiker och författare. 

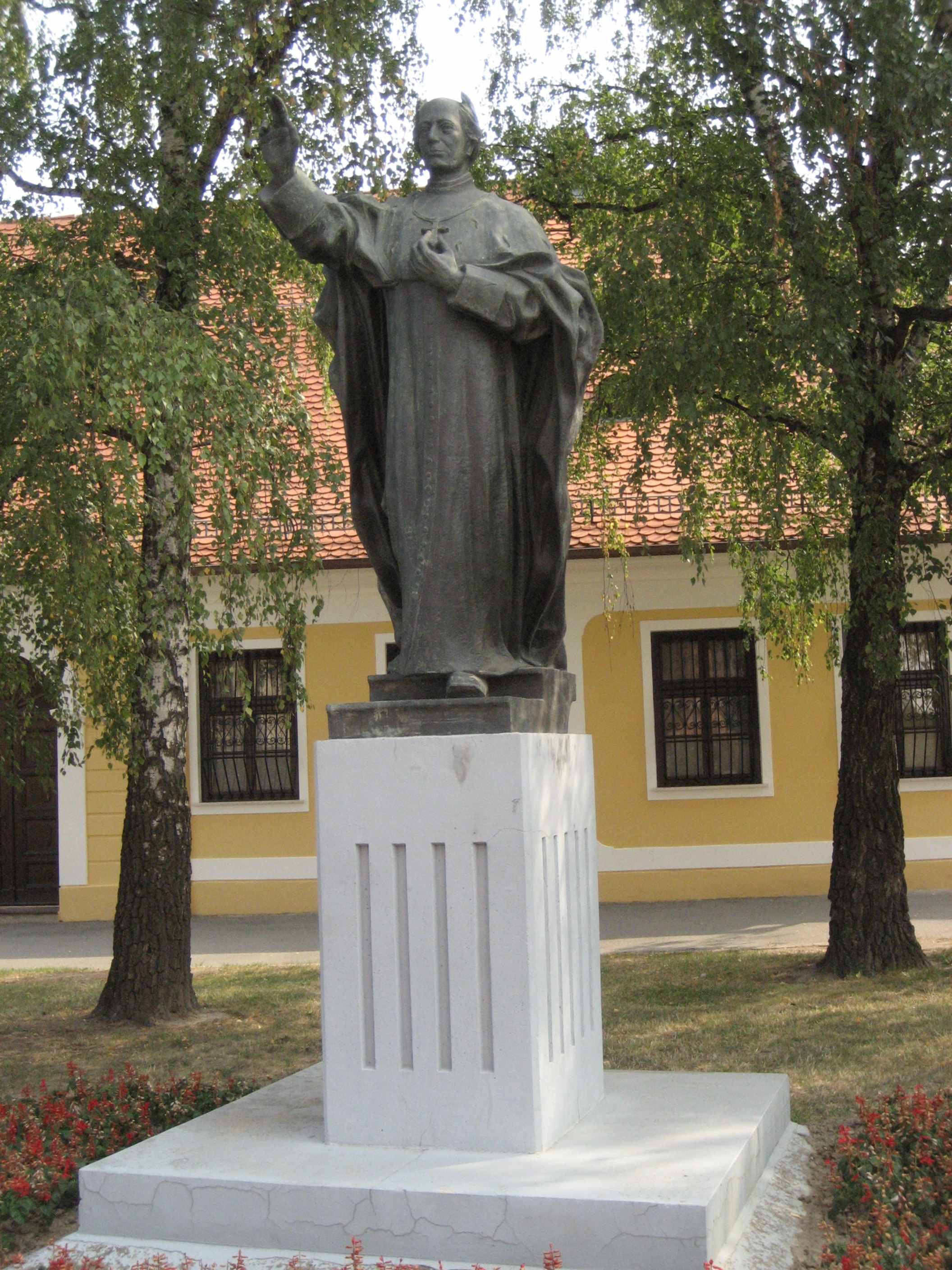
Staty i Đakovo föreställande biskop Strossmayer.

Strossmayer och hans arbete anses ha varit av stor vikt för utvecklandet av en kroatisk nationell kultur under 1800-talet. Han var en ivrig förespråkare för utökad autonomi för kroaterna samt rätten att använda det kroatiska språket inom den allmänna administrationen och skolväsendet. 1849 utnämndes han till biskop över Bosnien och Srijem, ett stift med säte i Đakovo. Bland hans större bedrifter kan nämnas att han lät uppföra katedralen i Đakovo och den stora kyrkan i Osijek. Därtill var han partiledare för det Kroatiska folkpartiet och återupprättade universitetet i Zagreb.
Idag finns flera monument och statyer resta över honom runt om i Kroatien och Josip Juraj Strossmayer-universitetet i Osijek bär hans namn.